# Allen Stone
Allen Stone (Chewelah, 13 marzo 1987) è un cantautore statunitense.

## Biografia
Allen Stone è nato nella contea di Stevens, figlio di un pastore e di un'infermiera, ha iniziato ad esibirsi nella chiesa locale gestita dal padre. Durante l'adolescenza Stone si trasferì a Spokane, dove ha frequentato il college e, successivamente, il Moody Bible Institute. L'anno successivo si trasferì a Seattle per intraprendere la sua carriera musicale.
Nel 2010 Stone ha pubblicato il suo album di debutto Last to Speak, ma ha raggiunto la notorietà nazionale solo l'anno successivo con la pubblicazione del secondo album omonimo, che ha raggiunto la 2ª posizione nella classifica R&B di iTunes e la 35ª posizione della classifica Billboard R&B/Hip Hop Album.
Nel 2015, dopo aver firmato un contratto discografico con la Capitol Records, ha pubblicato il terzo album Radius, seguita dalla versione deluxe pubblicata l'anno successivo dalla ATO Records.
Nel 2022 Stone è stato confermato fra i 56 artisti partecipanti all'American Song Contest, in rappresentanza dello stato di Washington.

## Discografia

### Album in studio
- 2010 – Last to Speak
- 2011 – Allen Stone
- 2015 – Radius
- 2019 – Building Balance
- 2021 – Apart

### EP
- 2013 – Live Session

### Singoli
- 2016 – Perfect World
- 2018 – Georgia On My Mind
- 2018 – Taste of You (feat. Jamie Lidell)
- 2018 – Warriors
- 2019 – Sunny Days
- 2019 – Naturally
- 2020 – Consider Me
- 2021 – Is This Love
- 2022 – More to Learn (feat. Eric Krasno)

#### Come featuring
- 2018 – Run Deep (Deva Mahal feat. Allen Stone)